# 孔文吉
孔文吉（音譯：尤稀·達袞，1957年10月18日—），中華民國政治人物，出生於南投，為賽德克族之原住民立委，曾獲選為台中二中第十二屆傑出校友。

## 生平
孔文吉的父親在日治時期出任警察，國民政府接收台灣後，同事都成了外省人警官，換了政權，原住民也被改漢名。由於當時原住民只會說日語或族語，因此都是外省人幫忙取漢姓，當時孔文吉的父親有位山東省籍長官就說：「我們山東有個孔聖人孔子，那你就姓孔吧！」就這樣改姓孔姓；至於其母親則改姓黃姓，然而她妹妹卻被姓劉姓。
孔文吉之胞弟為孔文博，曾於2014年以無黨籍當選南投縣仁愛鄉鄉長，後於2016年被控選舉期間買票，一二審皆判當選無效。孔文吉對此表示：「胞弟為此小事下台，他覺得有點離譜。」
孔文吉在擔任立委前，曾任職內政部山地行政科、朝陽科技大學教授、公共電視首屆原住民籍董事等職務。榮獲政府首屆原住民公費留學獎學金，成為全國第一位原住民英國留學博士。
1998年，馬英九當選台北市市長時，孔文吉出任其台北市原住民委員會主委；後來當馬英九角逐總統大位時，孔文吉更是其原住民政策白皮書的起草者。因而孔文吉被視為馬英九嫡系人馬。
2004年起，孔文吉代表中國國民黨當選第六屆（山地原住民）立法委員，連任五屆。於2024年選舉時因選票遭瓜分落選，選後獲國立東華大學聘用擔任研究員。

## 政治生涯

### 第六屆立法委員（2004－2008）

#### 藉質詢之便關說
2015年3月10日，孔文吉趁質詢時任交通部長陳建宇時，為花東縱管處的人事案關說。孔文吉澄清他是在為原住民推薦人才，他說：「這個也不能算關說啦，只能算是推薦。這個沒什麼不對。」此舉引發網友熱議。立委尤美女對此表示，「我想重要的應該是去把那個制度建立起來，而不是去替各別的人事關說」。

### 第七屆立法委員（2008－2012）
根據公民監督國會聯盟監督國會周報第五及十五期，孔文吉於第七屆立法委員任內，2008年2月1日至3月26日院會應出席15次、委員會應出席19次，總計34次，共缺席19次。4月1日至4月30日院會應出席4次，委員會應出席16次，總計20次，缺席5次。

#### 稱兩岸少數民族情感已統一
2009年4月20日，孔文吉接受中評社專訪時表示，「當兩岸漢族還在為政治協商時，少數民族在情感上早已經統一」，他指出過去20多年來，兩岸少數民族藉由文化及歌舞相互認識，「情感上早就水乳交融」。

#### 破壞分級制度 要求高公局配合彰顯政績
- 2009年3月23日，《自由時報》報導，由交通部臺灣區國道新建工程局協助辦理的南投縣仁愛鄉「投八十三線萬豐村至法治村貫通工程」，傳出因立委孔文吉要求，國工局破天荒為地方縣市產業道路舉辦產業道路通車典禮，引發輿論批評。此貫通工程性質屬於地方縣市產業道路，由中央補助南投縣府一億八千萬闢建。國工局原負責全臺灣國道路網建設，但在立法委員孔文吉爭取下，改由國工局協助闢建投八十三線打通工程。
- 2009年3月11日，孔文吉在立法院交通委員會提出質詢時強調，自己為此工程出力甚多，甚至召開十三次公聽會，通車典禮若由地方主辦，則無法向南投縣鄉親彰顯自己貢獻，故要求通車典禮應交由國工局主辦，國工局局長曾大仁則允諾「會配合共同主辦」。逢甲大學運輸科技與管理學系教授李克聰對此嚴詞批評，他指出交通部國工局協助地方闢路、還舉辦通車典禮，不僅破壞分級制度，並且更公開展示分級制度不足遵循。南投縣地方有關人士認為，此爭議應為孔文吉替胞弟孔文博於2009年底競選鄉長抬轎。[12]

#### 凍結原民台預算
- 2011年11月，孔文吉與簡東明於立委任期內，以原住民族電視台近日播出原住民運動紀錄片為由，凍結原住民族電視台兩千萬元預算，並要求提出原運紀錄片之專案報告說明才能解套。[13]媒體觀察教育基金會因此發表聲明強烈譴責，指立委沒有提出系統性資料說明原民台的問題，孔文吉甚至以個人之好惡凍結原民台預算，對原民台的公共性及獨立性造成嚴重傷害。

### 第八屆立法委員（2012-2016）
- 2013年九月政爭爆發後，孔文吉是接到馬英九大姊馬以南要求力挺其弟簡訊的數名立委之一[14]。

#### 為酒駕友人關說
- 2013年6月10日，孔文吉新竹服務處主任張益瑞遭媒體報導替酒駕友人向警方關說未果[15]，孔文吉未將張解職。孔文吉澄清，張益瑞為義工，不支薪，故非公費助理，無解職問題。至於張向警方關說事件詳情，他並不清楚，若真有關說情事，則這次事件的確處理過當。[16]

### 第九屆立法委員（2016－2020）

#### 反同婚 認台灣由神在掌權
2019年3月5日，針對行政院版「司法院釋字第748號解釋施行法」，民進黨將藉由人數優勢讓法案逕付二讀，孔文吉怒嗆「台灣沒有神在掌權嗎？」孔文吉認為，藍綠兩黨對同婚專法皆應拿出良心，以彰顯台灣是由神掌權的國家。此話一出，引發網友熱議。

#### 附和中國恐嚇台灣
- 2019年4月22日，孔文吉在立法院砲轟陸委會主委陳明通，直稱：「憑什麼北京要放棄武力統一台灣？」、「蘇貞昌叫郭台銘戴國旗帽去見习近平，是居心叵測」、「大陸在釋出善意，習近平是探討一國兩制可行性，不是要一國兩制～」、「制定兩岸監督條例 就是要跟中國交戰」。[19]

### 第十屆立法委員（2020－2024）

#### 抗議王浩宇侮辱賽德克族
2020年12月10日，民進黨桃園市議員王浩宇在臉書刊登牛排圖片，並附註「這裡面，有賽德克巴萊嗎？阿姨說」的文字，引起賽德克族人不滿。對此，孔文吉表示「賽德克巴萊」不是「萊克多巴胺」，認為把美國牛肉當成賽德克巴萊是嚴重侮辱賽德克族。

## 選舉紀錄
| 年度 | 選舉屆數             | 選舉區           | 所屬政黨   | 得票數 | 得票率 | 當選標記 | 備註 |
| ---- | -------------------- | ---------------- | ---------- | ------ | ------ | -------- | ---- |
| 2004 | 第六屆立法委員選舉   | 山地原住民選舉區 | 中國國民黨 | 17,307 | 21.21% |          |      |
| 2008 | 第七屆立法委員選舉   | 山地原住民選舉區 | 中國國民黨 | 22,391 | 26.54% |          |      |
| 2012 | 第八屆立法委員選舉   | 山地原住民選舉區 | 中國國民黨 | 31,629 | 27.10% |          |      |
| 2016 | 第九屆立法委員選舉   | 山地原住民選舉區 | 中國國民黨 | 20,105 | 17.80% |          |      |
| 2020 | 第十屆立法委員選舉   | 山地原住民選舉區 | 中國國民黨 | 25,788 | 17.81% |          |      |
| 2024 | 第十一屆立法委員選舉 | 山地原住民選舉區 | 中國國民黨 | 21,304 | 14.77% |          |      |

## 外部連結
- 孔文吉的Facebook專頁
- 孔文吉的Facebook專頁
- YouTube上的孔文吉頻道
- 立法院 （页面存档备份，存于）
- 國會調查兵團孔文吉立委調查報告 （页面存档备份，存于）